# Olgiate Molgora
Olgiate Molgora é uma comuna italiana da região da Lombardia, província de Lecco, com cerca de 5.755 habitantes. Estende-se por uma área de 7 km², tendo uma densidade populacional de 822 hab/km². Faz fronteira com Airuno, Brivio, Calco, Colle Brianza, Merate, Montevecchia, Rovagnate, Santa Maria Hoè.

## Demografia
| Variação demográfica do município entre 1861 e 2011                               |
|                                                                                   |
| Fonte: Istituto Nazionale di Statistica (ISTAT) - Elaboração gráfica da Wikipedia |